# Rattus arrogans
Rattus arrogans is een rat die voorkomt op 2200 tot 4050 m hoogte in de bergen van Nieuw-Guinea, oostelijk tot de Star Mountains in het westen van Papoea-Nieuw-Guinea. Hoewel deze soort door Taylor et al. (1982) als een ondersoort van R. niobe werd beschouwd, zijn R. n. arrogans en R. n. niobe inmiddels op dezelfde plaats gevonden in de Star Mountains. R. arrogans komt echter wel voor op grotere hoogte. Overigens is de vorm van niobe uit de Star Mountains waarschijnlijk ook een aparte soort, R. pococki. In de Vogelkop komt nog een vierde soort voor, R. arfakiensis. Ook klossi Thomas, 1913 (vervangen door haymani Ellerman omdat klossi al eerder gebruikt was) schijnt tot R. arrogans te behoren.
In de Snow Mountains is R. arrogans nog wat groter dan R. niobe; arrogans heeft ook een wat lichtere vacht. R. arfakiensis heeft een bruinere rugvacht en langere formina incisiva.